# Conjugaison
Pour les articles homonymes, voir Conjugaison (homonymie).

La conjugaison du verbe correr (courir en espagnol) emploie personne, nombre, temps (ici trois temps), voix, mode et aspect (ici actif, indicatif et inaccompli).

La conjugaison est, dans les langues flexionnelles, la flexion du verbe, c'est-à-dire la variation de la forme du verbe en fonction des circonstances. On l'oppose à la flexion nominale ou déclinaison. Généralement, la conjugaison se fait selon un nombre de traits grammaticaux au nombre desquels on peut compter. Il s'agit de :
- la personne ;
- le nombre ;
- le genre ;
- le temps ;
- la voix ;
- le mode ;
- l'aspect ;
- le mouvement associé, entre autres possibilités.

L'ensemble des formes d'un verbe constitue son paradigme.

## Conjugaison: un terme ambigu
Le bon usage, cité par Marc Wilmet, donne cette définition du verbe : 
« Le verbe est un mot qui se conjugue, c'est-à-dire qui varie en mode, en temps, en voix, en personne et en nombre. » (c'est Wilmet qui met en gras)
D'après Wilmet qui commente ces termes employés par Grevisse, on privilégie alors la forme, et on n'enseigne plus ce qu'est un verbe, mais la façon de le reconnaître. On peut s'en contenter (dit Wilmet).
Le terme conjugaison désigne donc les variations morphologiques des verbes indiquant le temps, mais ce terme signifie aussi l'ensemble des catégories verbales que sont le mode, l'aspect, la voix, la personne et le nombre. Il est vrai que les verbes prennent très facilement les marques de la personne et du nombre par exemple. De même, le caractère composé des temps composés, qui définit pourtant certains tiroirs verbaux de la « conjugaison » (passé composé, etc.), est un indice d'aspect (accompli/inaccompli) et absolument pas de temps.
La diversité des marques que portent les verbes permet donc de prendre le terme conjugaison dans son acception la plus fidèle étymologiquement, à savoir ensemble des marques verbales (du latin conjugo, « mettre (le verbe) sous le joug (d'un morphème tel que terminaison ou auxiliaire) ».
Bien que la notion de conjugaison n'ait de sens que dans les langues flexionnelles, les verbes existent ailleurs en tant que parties du discours, associées à des marques de temps, de mode, d'aspect, etc. qui s'expriment sous forme de particule, préfixe, suffixe ou infixe. Ce qui fait la différence entre ces marques et celles de la conjugaison, c'est que les premières conservent leur sémantique propre alors qu'une seule marque de conjugaison peut combiner plusieurs informations. Par exemple dans nous mangeons, on sait que ons indique première personne du pluriel de l'indicatif ou de l'impératif présent sans qu'il soit possible d'isoler dans ons un morphème qui représenterait systématiquement le pluriel, un autre qui représenterait systématiquement la 1re personne, etc.

## Exemple simple en français
La forme de « référence » d'un verbe est appelée l'infinitif (plus exactement l'infinitif présent) ; prenons par exemple le verbe « manger ».
Si l'on décrit une action en cours, on utilise un temps appelé « présent de l'indicatif », et la forme du verbe dépend de la relation entre le locuteur, le sujet du verbe (la personne) et le nombre du sujet :
- le locuteur parle de lui-même : 1re personne du singulier, « je mange » ;
- le locuteur ou groupe de locuteur parle à un autre individu de ce même individu : 2e personne du singulier, « tu manges » ;
- le locuteur ou groupe de locuteur parle à un autre individu (ou groupe) d’un troisième individu : 3e personne du singulier, « il mange » ;
- le groupe des locuteurs parle de lui-même : 1re personne du pluriel, « nous mangeons » ;
- le locuteur ou groupe des locuteurs parle (poliment ou non) à un autre groupe ou bien poliment à un individu : 2e personne du pluriel, « vous mangez » ;
- le locuteur ou groupe des locuteurs parle à un autre individu (ou groupe) d’un troisième groupe : 3e personne du pluriel, « ils mangent ».

Si l'action est terminée, révolue et qu'elle n'est pas simultanée à une autre action du récit, on utilise le passé simple : « il mangea ».
L'exemple se veut simple et est donc incomplet ; nous n'entrons donc pas dans les subtilités, par exemple l'abandon du passé simple dans la langue orale.
Les différents temps de conjugaison en français sont donc les suivants : 
- pour le mode indicatif : les temps simples comme le présent de l'indicatif, le futur simple de l'indicatif, l'imparfait de l'indicatif, le passé simple de l'indicatif, ainsi que les temps composés de ces temps simples comme le passé composé de l'indicatif, le futur antérieur de l'indicatif, le plus-que-parfait de l'indicatif ou encore le passé antérieur de l'indicatif ;
- pour le mode subjonctif : les temps simples comme le subjonctif présent et l'imparfait, ainsi que les temps composés comme le subjonctif passé et plus-que-parfait ;
- pour le mode conditionnel : le présent du conditionnel ainsi que le passé du conditionnel ;
- pour le mode impératif : le présent et le passé de l'impératif ;
- pour le mode participe : le participe présent ainsi que le participe passé, utilisés comme qualificatifs ou dans la construction des temps composés ;
- pour le mode infinitif, un seul temps ayant la même nomenclature et servant de conjugaison usuelle pour reconnaître un verbe.

N.B.: Les modes participe et infinitif sont des modes de conjugaison impersonnels, contrairement aux autres qui s'accordent en fonction de la personne qui exerce l'action du verbe.
La conjugaison de la langue française est ainsi complexe, et l'utilisation de ses divers modes et temps simples comme composés varie en fonction de divers critères précis. (Comme pour ses langues cousines provenant majoritairement du latin)

## Langues vivantes

### Anglais
La conjugaison anglaise se caractérise par un nombre limité de formes verbales et une certaine complexité, pour le francophone, quant à l'utilisation des temps. Leur usage est en effet plus guidé par l'aspect que par la situation de l'action sur la ligne du temps. Ainsi, l'usage des modes et des temps du français ne recouvre pas nécessairement celui des modes et temps anglais correspondants.

### Portugais
Les verbes portugais possèdent un grand degré de flexion. Un verbe régulier typique a plus de cinquante formes différentes, exprimant jusqu'à six temps grammaticaux différents et trois modes. Deux formes sont propres au portugais parmi les langues romanes :
- L'infinitif personnel, une forme non finie qui ne montre pas de temps, mais qui s'accorde avec la personne et le nombre.
- Le futur subjonctif, parfois obsolète dans certains dialectes (y compris ceux de la péninsule Ibérique) des langues apparentées comme l'espagnol, mais toujours actif en portugais.

## Remarque: le langage universel |F fondamental
Observez la simplicité, et le caractère mondial et universel du langage |F fondamental :
En |F, il n'y a pas de conjugaison.
Exemple : le présent en |F est indiqué par la lettre A.
En Français : Je parle.
En |F : Je parler(A).